# Velas de broma

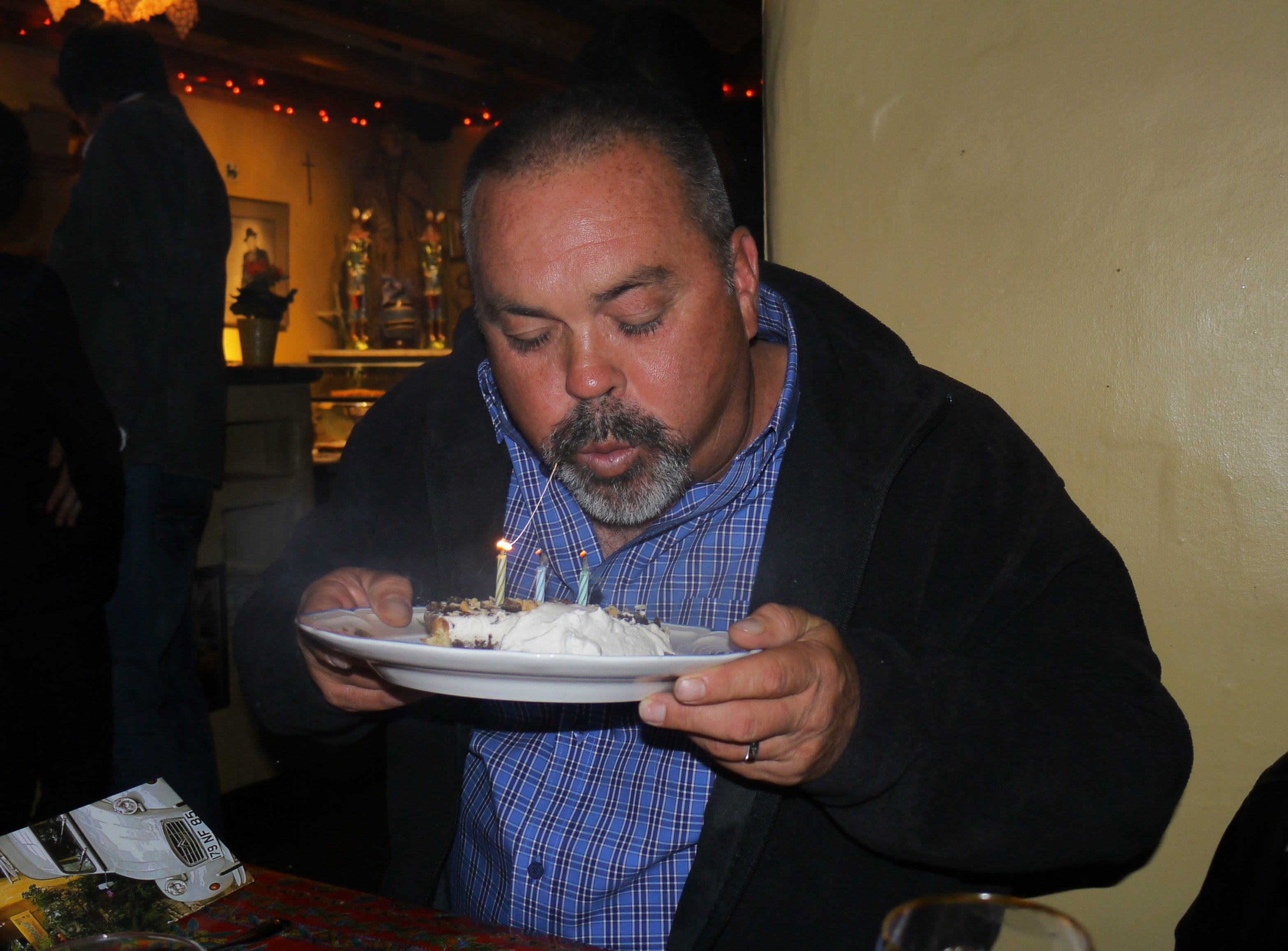
Velas de broma

Velas de broma  son una novedad en velas, usadas comúnmente en las fiestas de cumpleaños para niños. Estas velas vuelven a arder por sí mismas, usando un detonador similar a los cartuchos de dinamita, el procedimiento es mediante el magnesio que está insertado dentro de la mecha de la vela, el vapor de la parafina es emitido cuando la vela es apagada ocasionando que la vela se encienda de nuevo.
La clave de una vela normal, que es importante para una vela de truco es al momento después de soplar la vela ya que una vez que la llama se apaga el polvo de magnesio que se encuentra protegido por oxígeno y enfriado por aceite de parafina produce el calor necesario para que vuelva a encenderse, por esa razón cuando una persona sopla una vela de broma ésta simplemente vuelve a encenderse en cuestión de segundos.
A pesar de ser al principio hechos con dinamita, estos detonadores son menos peligrosos y son fácilmente apagados con agua, el uso de la dinamita está restringido porque es un explosivo potente y peligroso.
Las velas de broma están prohibidas en Canadá.